# Závazné stanovisko
Závazné stanovisko je úkon správního orgánu, který je závazný pro rozhodnutí jiného správního orgánu.
Správní orgán, který má na základě zákona závazné stanovisko vydat (např. závazné stanovisko ke stavebnímu povolení), se označuje jako tzv. dotčený orgán. Toto stanovisko je skutečně závazné, bez něj nelze ve věci rozhodnout a pokud není příznivé, nelze žádosti o vydání příslušného rozhodnutí vyhovět. Navíc v případě, že dojde k jeho změně nebo ke zrušení a přitom bylo zásadně podmiňujícím pro vydání určitého rozhodnutí, dojde ve vztahu k tomuto rozhodnutí k obnově řízení.
Ačkoli nejde o rozhodnutí, ale pouze o správněprávní úkon, i proti němu lze de facto podat odvolání. To v tom případě, jestliže je podáno včasné odvolání proti rozhodnutí ve věci samé, ale jeho obsahem jsou námitky proti závaznému stanovisku. Pak si odvolací správní orgán od správního orgánu, který je nadřízený správnímu orgánu, jenž závazné stanovisko vydal, vyžádá jeho změnu či potvrzení. Protiprávní závazné stanovisko je možné také změnit nebo i zrušit v přezkumném řízení.